# Praça Afonso de Albuquerque
Die Praça Afonso de Albuquerque [ˈpɾasɐ ɐˈfõsu dɯ aɫbuˈkɛɾkɯ] ist ein Platz im Stadtteil Belém der portugiesischen Hauptstadt Lissabon; er ist von einem gleichnamigen Park, dem Jardim Afonso de Albuquerque umgeben.
Der Platz befindet sich direkt vor dem Palácio Nacional de Belém, der aus dem 16. Jahrhundert stammenden Residenz des portugiesischen Staatspräsidenten. In der Mitte des Platzes, der nach dem portugiesischen Gouverneur und Eroberer Indiens, Afonso de Albuquerque, benannt ist, befindet sich ein von Silva Pinto und Costa Mota tio gestaltetes, 1902 eingeweihtes Denkmal. Neben einer Bronzestatue Afonso de Albuquerques befinden sich seine Lebensdaten.
Die südliche Seite des Platzes, zum Tejo hingewandt, wurde 1753 als Hafen bebaut. Im Jahr 1807 floh die Königliche Familie um Maria I. und João I. vom Hafen der Praça Afonso de Albuquerque ins brasilianische Rio de Janeiro, um den napoleonischen Truppen zu entfliehen.